# シウダ・ロドリゴ公爵
シウダ・ロドリゴ公爵（スペイン語: Duque de Ciudad Rodrigo）は、スペインの公爵位。半島戦争の指揮をとったイギリスの軍人初代ウェリントン侯爵(後のウェリントン公爵)アーサー・ウェルズリーが1812年に叙位されたのに始まる。

## 歴史
イギリス陸軍軍人アーサー・ウェルズリー（1769年 - 1852年）は1809年からナポレオン戦争の半島戦争でイギリス・ポルトガル連合軍の指揮をとった。1815年のナポレオンの百日天下後にはワーテルローの戦いでイギリス軍主体の反仏連合軍の指揮を執ってナポレオンを再度の失脚に追い込んだことで知られる。
戦功により英国からはウェリントン公爵に叙され、スペインからは1812年1月にシウダ・ロドリゴ公爵に叙位された。
ウェリントン公爵位と一緒に継承されていたが、6代公ヘンリー・ヴァレリアン・ジョージ・ウェルズリー（1912–1943）が第二次世界大戦に出征して戦死した後、男系男子に限定されるウェリントン公爵位は叔父のジェラルド・ウェルズリー（1885–1972）が継承したが、シウダ・ロドリゴ公爵位は姉のアン・モード・リース（1910–1998）が継承した。しかし彼女は1949年に爵位を叔父の第7代ウェリントン公爵ジェラルド・ウェルズリー(1885–1972)に譲った。彼とその息子9代シウダ・ロドリゴ公爵(8代ウェリントン公爵)アーサー・ヴァレリアン・ウェルズリー(1915–2014)も生前に爵位を譲っている。現在の爵位保有者は10代シウダ・ロドリゴ公アーサー・チャールズ・ヴァレリアン・ウェルズリー (1945-)である。

## シウダ・ロドリゴ公 (1812年)
- 初代シウダ・ロドリゴ公アーサー・ウェルズリー (1769–1852) 1812年から
- 2代シウダ・ロドリゴ公アーサー・リチャード・ウェルズリー (1807–1884) 先代の子。1852年から
- 3代シウダ・ロドリゴ公ヘンリー・ウェルズリー (1846–1900) 先代の甥。1884年から
- 4代シウダ・ロドリゴ公アーサー・リチャード・ウェルズリー (1849–1934) 先代の弟。1900年から
- 5代シウダ・ロドリゴ公アーサー・ヘンリー・ウェルズリー（英語版） (1876–1941) 先代の子。1934年から
- 6代シウダ・ロドリゴ公ヘンリー・ヴァレリアン・ジョージ・ウェルズリー (1912–1943) 先代の子。1941年から
- 7代シウダ・ロドリゴ公アン・モード・リース (1910–1998) 先代の姉。1943年から。1949年に譲る
- 8代シウダ・ロドリゴ公ジェラルド・ウェルズリー（英語版） (1885–1972) 先代の叔父。1949年から。1968年に譲る
- 9代シウダ・ロドリゴ公アーサー・ヴァレリアン・ウェルズリー (1915–2014) 先代の子。1968年から。2010年に譲る
- 10代シウダ・ロドリゴ公アーサー・チャールズ・ヴァレリアン・ウェルズリー (1945-) 先代の子。2010年から